# Чуприна Олексій Сергійович
Олексі́й Сергі́йович Чупри́на (нар. 29 лютого 1908 — пом. 8 травня 1993) — бандурист. Довгі роки грав на Тарасовій горі в Каневі. Член Об'єднання (згодом Всеукраїнської спілки) кобзарів. В його репертуарі були народні пісні, твори композиторів, канти.

## Біографія
Народився 29 лютого 1908 року в селі Гарбузин Корнилівської волості Канівського повіту Київської ґубернії (зараз Корсунь-Шевченківського району Черкаської області) в багатодітній селянській родині. Батько, Сергій Олександрович, працював вантажником на залізниці, мати, Ганна Кузьмівна, кухаркою.
В 1921—1925 працює ковалем у кузні по найму. З 1925 — крипільником на шахті «Марія».
В цей період познайомився з бандурним майстром Павлом Качаном з села Городище (нині в межах міста Марганець Дніпропетровської області) й отримав від нього перші уроки. В 1927 отримав перший інструмент від майстра Микити Косенка.
В 1930—1934 проходив службу в РСЧА.
По закінченні військової служби у 1935 році переїхав до міста Сочі, до брата Івана та продовжував вчитися в бандуриста з м. Туапсе М. М. Минківського. Працював кухарем у санаторії. Грав на бандурі, виступав на сцені філармонії Сочі. Згодом зараховується до її штату на посаду бандуриста-соліста, гастролює містами Північного Кавказу та Чорноморського узбережжя.
В 1939 працює при Сочинській редакції радіомовлення, в 1940 — в Будинку культури в місті Поті на посаді соліста-бандуриста.
З початком німецько-радянської війни у 1941 році був призваний до війська Корсунь-Шевченківським РВК. Служив військовим музикантам, співав на Черкащині, в Курську, Харкові, Братиславі, Будапешті, Празі, в Порт-Артурі. Географія його виступів також охоплювала Кавказ, Дагестан, Ставропольський і Краснодарський краї. В Корсунь-Шевченківському музеї зберігається бандура О. С. Чуприни, на зворотному боці якої позначені всі бойові і мирні дороги, якими він мандрував. Закінчив війну музикантом ансамблю 6-ї гвардійської танкової армії. У нагородному листі, зокрема, сказано:

| Народні українські пісні у виконанні тов. Чуприни на бандурі зустрічали загальне схвалення солдатів і офіцерів. На привалах, в місцях відпочинку особового складу після концертних виступів довколо тов. Чуприни збирались бійці для вивчення народних пісень під акомпанемент бандури.[1] |
Після демобілізації (в 1946) працював у філармоніях Росії, Казахстану, Грузії, Киргизії; багато гастролював. В 1958 повернувся в рідне село. Багато виступав, зокрема, на могилі Т. Г. Шевченка у Каневі. У його репертуарі були дума «Про козака-бандуриста», пісні «Ой ходив чумак», «Ой ти, дівчино, зарученая», «Думи мої», «Ой три шляхи широкії», «Ой піду я лугом», «Плавай, плавай, лебедоньку» та інші. Виступав на Вересаєвих святах, грав на відкритті пам'ятника Т. Шевченку у Львові. В 1991 році разом з тріо бандуристок зі Львова брав участь в історичному поході, приуроченому до 130-річниці перевезення тіла Т. Шевченка із Петербурга в Канів.
Краєзнавець Ренат Польовий, вперше побачивши О. Чуприну влітку 1979 року коло могили Тараса Шевченка, описав його так:

| Мав він вельми показний, колоритний вигляд. Років йому було за сімдесят, але він справляв враження ще досить міцного чоловіка. На ньому були біла вишита сорочка, сині шаровари, заправлені в червоні чоботи, накинута на плечі темна свита, поли якої —- від коміра до низу —- оздоблені сувенірними значками (дарунки туристів). Із-під високої сірої смушевої шапки на шию лягало ще не зовсім сиве волосся. Обличчя —- суворе, неусміхнене, на груди звисали довжелезні сиві вуса.[2] |
З одержанням Україною незалежності в березні 1992 року Олексію Чуприні, першому серед кобзарів, було вручено диплом лауреата Фонду Духовного відродження України імені Митрополита Андрея Шептицького. У Львові відбувся вечір, присвячений цій події.
В 1992 Чуприну забирає до себе син Тарас у місто Марганець.
Помер Олексій Сергійович Чуприна 8 травня 1993 року і похований, за його заповітом, з кобзарськими почестями в Каневі, на цвинтарі в урочищі Монастирок між Тарасовою та Пилипенковою горами.

## Нагороди
За участь у Другій світовій війні нагороджений орденом Вітчизняної війни 2-го ступеня (06.04.1985) і медалями.